# Oderaue
Oderaue är en kommun i östra Tyskland, belägen i Landkreis Märkisch-Oderland i förbundslandet Brandenburg, vid floden Oder på gränsen mot Polen, öster om staden Bad Freienwalde.
Kommunen bildades 2003 genom sammanslagning av de tre dåvarande kommunerna Neurüdnitz, Neuküstrinchen och Neureetzi.  Oderaues kommun administreras som medlem av kommunalförbundet Amt Barnim-Oderbruch, med säte i staden Wriezen söder om Oderaue.

## Administrativ indelning
Kommunen indelas i sju administrativa kommundelar (Ortsteile):
- Altreetz
- Wustrow med Altwustrow, Neuwustrow och Ferdinandshof
- Mädewitz med Neumädewitz, Altmädewitz och Neukietz
- Neuküstrinchen med Neuranft
- Zäckericker Loose med Zollbrücke
- Neurüdnitz med Spitz, Bienenwerder och Am Bahnhof
- Neureetz (före 1952 Adlig Reetz och Königlich Reetz) och Croustillier